# Чечулино (Новгородская область)
Чечу́лино — деревня в Новгородском муниципальном районе Новгородской области, относится к Трубичинскому сельскому поселению.

## История
До апреля 2014 года Чечулино было административным центром ныне упразднённого Чечулинского сельского поселения.

## Экономика
Предприятие, входящее в группу компаний «Адепт» — животноводческий комплекс ООО «Новгородский бекон», до 2000 года Новгородский свинокомбинат.

## Образование
В Чечулино с 1975 года есть общеобразовательная школа и детский сад.

## Культура
Чечулинский районный Центр фольклора и досуга

## Транспорт
Чечулино расположено неподалёку от федеральной автодороги М10 «Россия».
Ежедневно через поселение проходит более 30 рейсов автобусов 105 (Новгород — Подберезье) и 118 (Новгород — Мясной Бор — Захарьино), а также 157 (Новгород — Тёсово-Нетыльский).
Около автобусной остановки «Чечулино 1» есть дорога, выходящая к железной дороге Новгород — Чудово в месте остановочного пункта по требованию «58 километр».